# Viesca (község)
Viesca község Mexikó Coahuila államának délnyugati részén. 2010-ben lakossága kb. 21 300 fő volt, ebből mintegy 3600-an laktak a községközpontban, Viescában, a többi 17 700 lakos a község területén található 87 kisebb településen élt.

## Fekvése
A Coahuila állam délnyugati részén elterülő község felszíne igen változatos. Középső részén egy kelet–nyugati irányú hegyvonulat húzódik, ettől északra és délre is viszonylag sík vagy kis szintkülönbségekkel rendelkező medencék találhatók, de néhány kisebb hegy vagy hegycsoport itt is emelkedik, például északon a Cerro Zavaleta, délen a Sierra el Mármol. A medencék a községet kettéosztó hegyvonulattól északra jellemzően tengerszint felett 1100 m-rel, attól délre 1400–1500 méterrel fekszenek, a hegylánc legnagyobb magassága a 2500 m-t közelíti. Folyóvizei a kevés csapadéknak köszönhetően többnyire időszakosak. A jelentősebbek közülük az Aguanaval-Nazarenos, az L. de Viesca, az Aguanaval-P. Deriv. Somreretillo, a L. de Mayrán, a Nazas-C. Santa Rosa és a Camacho. A terület mindössze 7%-át hasznosítják növénytermesztésre, 8%-ot rétek, legelők foglalnak el, a többi rész sivatagos-félsivatagos-bozótos terület.

## Népesség
A község lakóinak száma a 20. század végén folyamatosan csökkent, utána ez a jelenség megfordult: a 21. század eleje óta a népesség növekedést mutat. A változásokat szemlélteti az alábbi táblázat:
| Év   | Lakosság |
| ---- | -------- |
| 1990 | 21 238   |
| 1995 | 19 510   |
| 2000 | 18 969   |
| 2005 | 19 328   |
| 2010 | 21 319   |

## Települései
A községben 2010-ben 88 lakott helyet tartottak nyilván, de nagy részük igen kicsi: 26 településen 10-nél is kevesebben éltek. A jelentősebb helységek:
| Település                          | Lakosság (2010) |
| ---------------------------------- | --------------- |
| Viesca (községközpont)             | 3610            |
| La Ventana                         | 1966            |
| Boquilla de las Perlas             | 1705            |
| Gilita                             | 1285            |
| Mieleras                           | 1116            |
| Gabino Vázquez (San Luis)          | 976             |
| Emiliano Zapata                    | 828             |
| Tejabán del Esfuerzo (El Esfuerzo) | 745             |
| Ignacio Zaragoza                   | 645             |
| Nueva Reynosa                      | 640             |
| Tejabán de la Rosita               | 576             |
| San Isidro                         | 533             |
| La Rosita                          | 511             |
| Gregorio García (El Taconazo)      | 510             |
| Villa de Bilbao                    | 420             |
| Flor de Mayo                       | 408             |
| San José del Aguaje                | 406             |